# Lípa v Lesné na návsi
Lípa v Lesné na návsi je památný strom v Lesné jihozápadně od Tachova. Zdravá lípa malolistá (Tilia cordata) roste na návsi v nadmořské výšce cca 600 m. Obvod jejího kmene měří 550 cm a koruna stromu dosahuje do výšky 25 m (měření 1999). Chráněna je od roku 1999 pro svůj vzrůst.

## Stromy v okolí
- Lesenská lípa
- Lípa v Lesné u pana Hrčína
- Bažantovská lípa
- Smrk pod Sklářským vrchem